# Dragan Barbutovski
Dragan Barbutovski, slovenski diplomat, politolog in komunikolog, * 1970, Maribor.
Je nekdanji v. d. direktorja Urada vlade Republike Slovenije za komuniciranje, v 15. vladi Republike Slovenije. Na funkcijo je bil imenovan 2. junija 2022. Trenutno je namestnik veleposlanice na Veleposlaništvu Slovenije v Manili.  

## Kariera
Barbutovski je magister evropskih politik z magisterijem iz Univerze v Liverpoolu. Izkušnje ima iz vodenja obsežnih, večmilijonskih EU projektov ter izvajanja komunikacijskih kampanj. Bil je uradni govorec Delegacije Evropske komisije v Sloveniji, med letoma 1999 in 2003 ter med letoma 2004 in 2007 uradni govorec in politični svetovalec Pakta za stabilnost v Jugovzhodni Evropi. Prav tako je bil govorec prvega slovenskega predsedovanja Svetu EU leta 2008. Med leti 2010 in 2019 je v državah zahodnega Balkana, Gruziji in Latviji vodil številne večje evropske projekte osveščanja javnosti, pred tremi leti pa je postal direktor British Councila v Sloveniji.
10. avgusta 2022 so iz kabineta predsednika vlade sporočili, da Barbutovski zapušča UKOM in ne bo več opravljal funkcije direktorja. Decembra 2022 je bil imenovan za vodjo Službe za strateške komunikacije na Ministrstvu za zunanje in evropske zadeve.